# Éric Albert
Éric Albert (Versailles, 15 augustus 1960) is een Franse stripauteur en illustrator.
Albert studeerde aan de École Supérieure des Arts Appliques Duperré en aan de École de la ville de Paris in Montparnasse om vervolgens te gaan werken in het atelier Baudy in Parijs. Zijn eerste opdracht in 1987 waren de illustraties in een boek over het Verenigd Koninkrijk tot heden, uitgegeven door Hachette. Albert werkte voor circa tien jaar als illustrator, waarna hij een paar jaar verder ging in animatie. Daarna keerde hij terug naar zijn vak als illustrator. Hiernaast is hij onder meer docent aan AtelierBD.com en professor in anatomie en morfologie aan de CESAN in Parijs.
In 2018 creëerde hij samen met Jean Depelley de reeks Louise Petibouchon die in het Nederlands in 2019 werd uitgebracht als Kitty Beaufort.